# Pseudowort
Ein Pseudowort stellt eine Abfolge von Buchstaben oder Lauten dar, die den graphotaktischen bzw. phonotaktischen Regeln einer bestimmten Sprache (z. B. Deutsch) folgt, ohne jedoch eine Bedeutung in dieser Sprache zu besitzen. Pseudowörter gehorchen also den sprachspezifischen Regeln der Wortbildung und sind problemlos aussprechbar, besitzen jedoch keinen Eintrag im Lexikon dieser Sprache.

## Abgrenzung zu verwandten Begriffen
Der Unterschied zu Nichtwörtern liegt darin, dass Nichtwörter gegen die grapho- bzw. phonotaktischen Regeln der jeweiligen Sprache verstoßen. Pseudowörter sind somit Wörter, die theoretisch existieren könnten, wohingegen dies bei Nichtwörtern ausgeschlossen ist. Häuser wäre somit ein Wort, Häsure ein Pseudowort und Hrsäeu ein Nichtwort.
Pseudowörter und Nichtwörter werden vor allem zur Untersuchung der Sprachverarbeitung im Gehirn eingesetzt.

## Neurophysiologische Befunde
Wörter, Pseudowörter und Nichtwörter unterscheiden sich hinsichtlich ihrer Verarbeitung im Gehirn. Bei der Untersuchung der zeitlichen Verarbeitung von sprachlichen Reizen im Gehirn mittels ereigniskorrelierten Potentialen (EKP) gleichen sich die Aktivierungsverläufe von Wörtern, Pseudowörtern und Nichtwörtern in den ersten ca. 400 ms. Ca. 400 ms nach Präsentation des sprachlichen Reizes zeigt sich jedoch bei Wörtern eine Negativierung im Wellenverlauf des EKP, der N400-Effekt. Bei Pseudowörtern ist die N400-Amplitude stärker ausgeprägt als bei Wörtern. Bei Nichtwörtern existiert keine N400-Aktivität. Der N400-Effekt kann somit als Suchaktivität im mentalen Lexikon interpretiert werden. Bei Nichtwörtern unterbleibt die Suche, bei Wörtern führt sie schnell zu einem Ergebnis. Bei Pseudowörtern verläuft die Suche intensiv, aber ergebnislos. Dies wird durch Befunde gestärkt, die zeigen, dass die N400-Amplitude bei seltenen oder ungebräuchlichen Wörtern ebenfalls stärker ausgeprägt ist.